# Campionati mondiali di tiro da 10 m 1979
I campionati mondiali di tiro 1979 furono la prima edizione dei campionati mondiali di questo sport e si disputarono a Seul.

## Risultati

### Uomini

#### Carabina ad aria
| Evento        | Oro                                                        | Oro       | Argento                                                            | Argento   | Bronzo                                                             | Bronzo    |
| Evento        | Atleta                                                     | Risultato | Atleta                                                             | Risultato | Atleta                                                             | Risultato |
| 10m           | Walter Hillenbrand                                         | 390       | Hans Bräm                                                          | 386       | Barry Dagger                                                       | 383       |
| 10m a squadre | Svizzera Kuno Bertschy Hans Bräm Hansueli Minder A. Mattle | 1518      | Stati Uniti Tibor Bodnár András Doleschall Gyula Szabó J. Szekeres | 1515      | Gran Bretagna David Cramer Ray Carter M. Gross Ernest van de Zande | 1514      |

#### Pistola ad aria
| Evento        | Oro                                                              | Oro       | Argento                                                     | Argento   | Bronzo                                                       | Bronzo    |
| Evento        | Atleta                                                           | Risultato | Atleta                                                      | Risultato | Atleta                                                       | Risultato |
| 10m           | Geoffrey Robinson                                                | 387       | Thomas Guinn                                                | 387       | Ragnar Skanåker                                              | 384       |
| 10m a squadre | Svezia W. Andersson R. Nilsson Staffan Oscarsson Ragnar Skanåker | 1525      | Stati Uniti Jimmie Dorsey Don Hamilton S. Hunter Don Nygord | 1524      | Corea del Sud Kim Jang-Sik Lee Won-Suk Lim Tae-Ho Park S.-L. | 1522      |

### Donne

#### Carabina ad aria
| Evento        | Oro                                              | Oro       | Argento                                                 | Argento   | Bronzo                                            | Bronzo    |
| Evento        | Atleta                                           | Risultato | Atleta                                                  | Risultato | Atleta                                            | Risultato |
| 10m           | Karen Monez                                      | 391       | Wanda Jewell                                            | 381       | Chung Kyung-Ok                                    | 379       |
| 10m a squadre | Stati Uniti Becky Braun Wanda Jewell Karen Monez | 1140      | Corea del Sud Chung Kyung-Ok Park Nam-Soon Yoon Duk-Nam | 1131      | Gran Bretagna Sarah Cooper Leslie Doddy Irene Daw | 1114      |

#### Pistola ad aria
| Evento        | Oro                                            | Oro       | Argento                                          | Argento   | Bronzo                                                | Bronzo    |
| Evento        | Atleta                                         | Risultato | Atleta                                           | Risultato | Atleta                                                | Risultato |
| 10m           | Ruby Fox                                       | 385       | Pattie Dench                                     | 379       | Sally Carroll                                         | 378       |
| 10m a squadre | Stati Uniti Sally Carroll Ruby Fox P. Olsowsky | 1128      | Svezia Kerstin Hansson Gun Naesman Sally Remmert | 1125      | Gran Bretagna Carol Bartlett Rosemarie Edgar T. Henry | 1112      |

## Medagliere
Nazione ospitante
| Posiz. | Nazione        | Oro | Argento | Bronzo | Totale |
| ------ | -------------- | --- | ------- | ------ | ------ |
| 1      | Stati Uniti    | 4   | 3       | 1      | 8      |
| 2      | Svezia         | 1   | 1       | 1      | 3      |
| 3      | Svizzera       | 1   | 1       | 0      | 2      |
| 4      | Gran Bretagna  | 1   | 0       | 4      | 5      |
| 5      | Germania Ovest | 1   | 0       | 0      | 1      |
| 6      | Corea del Sud  | 0   | 1       | 2      | 3      |
| 7      | Canada         | 0   | 1       | 0      | 1      |
| 7      | Australia      | 0   | 1       | 0      | 1      |